# وارطان قوکاسیان (سیاستمدار)
وارطان کولیایی قوکاسیان (ارمنی: Վարդան Կոլյայի Ղուկասյան؛ زادهٔ ۲۰ ژانویهٔ ۱۹۶۱) یک اقتصاددان، سیاستمدار، آموزگار و کارآفرین اهل ارمنستان است که از تاریخ ۲۰۱۷ تا تاریخ ۲۰۲۱ سمت نمایندگی دوره‌های ششم و هفتم مجلس ملی جمهوری ارمنستان را برعهده داشت.

## زندگی‌نامه
در ۲۰ ژانویهٔ ۱۹۶۱ در گیومری به دنیا آمد و از آموزشگاه فنی بازرگانی و اقتصادی وانادزور فارغ‌التحصیل شد. وی همچنین برنده نشان آنانیا شیراکاتسی شده است.

## یادداشت
1. ↑  Կիրովականի առեւտրատնտեսագիտական տեխնիկու